# 北越鐵道

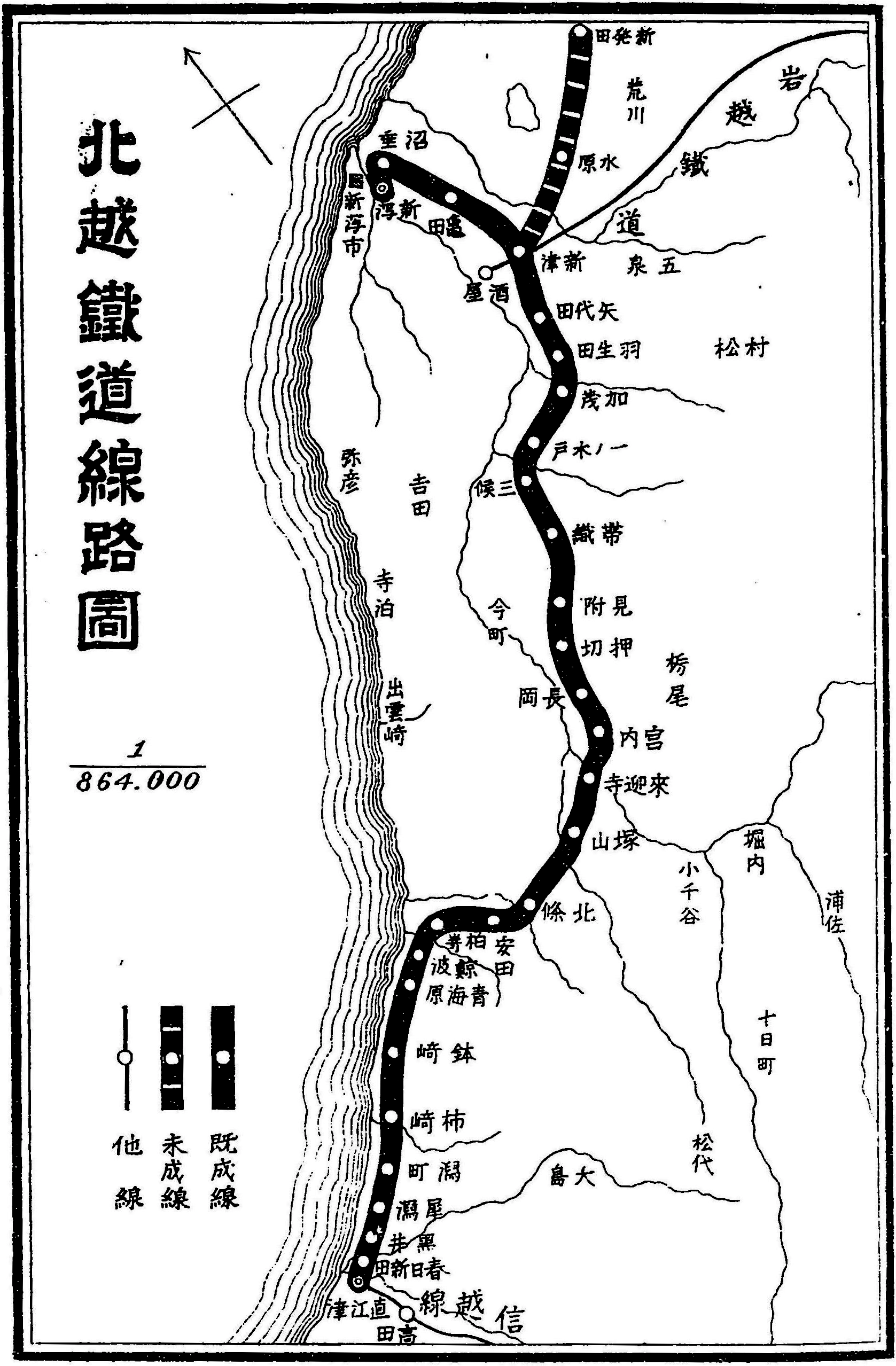
1906年北越鐵道路线图

北越鐵道（日语：／ Hokuetsu Tetsudō */?）是日本一家曾存在於1895年至1907年之間的私營鐵路公司，經營目前的信越本線直江津 - 新潟區間。1906年，日本頒佈《鐵道國有法》，隔年北越鐵道被收歸國有，成為帝國鐵道廳的一部份。

## 历史

### 设立及开业
尽管信越本線于1886年开始以官营形式从日本海侧的直江津向内陆建设，1888年延伸至长野站，1893年高崎 - 直江津全通，但直江津以北的建设一直没有前景。为此，新潟县当地人士引进涩泽荣一等东京资本家，于1895年成立了北越铁道，以建设直江津 - 新潟的铁路，并在同年获得建设许可。1897年北越铁道首个路段，从邻近直江津的春日新田站到鉢崎站开通，1899年路线延伸至直江津站。

### 新潟侧起点选择
新潟一侧的建设于1896年开始并取得进展，但关于起点站位置，公司内部出现争议。東京資本派为了加速向长冈延伸，主张以信濃川东岸沼垂为起点；新潟出身的成员则认为，应该跨越信濃川，在距离市中心较近的西岸万代桥畔修建车站。
最终因为跨越信濃川桥梁要价不菲，北越铁道决定将起点置于沼垂，但引起新潟市民不满，进而发生了骚乱，沼垂的机车库和货物库被炸毁，事件甚至导致警方介入。沼垂车站的启用也因此推迟了四天，在1897年11月20日开始营业，同时北越铁道承诺向新潟市区延伸，该延伸于1904年完成。

### 新发田延伸计划和国有化
1904年北越铁道再次获得新津 - 新發田的建设许可，但是附带“如果许可证到期，则连同既有的许可证也将到期，届时需无条件出售给国家或政府指定的公司。最终该区间国有化后于1912年开通，是现在羽越本线的一部分。
1906年在日俄戰爭衝擊下，鐵道國有化的呼聲提高，同年《鐵道國有法》頒布，北越鐵道被列入其中，並在1907年8月1日收歸國有。由于政府声称北越鐵道经营业绩不佳，收购时估价较低，让北越鐵道股东遭受巨大损失，股东向众议院请愿，但这一请求没有成功。1909年進行國有鐵道名稱制定，北越鐵道路线成为信越線的一部分，1914年改名为信越本線。

## 路线
直江津 - 新潟區間
直江津站 - 春日新田站 - 黑井站 - 犀潟站 - 潟町站 - 柿崎站 - 米山站 - 青海川站 - 鲸波站 - 柏崎站 - 安田站 - 北條站 - 塚山站 - 來迎寺站 - 宮内站 - 長岡站 - 押切站 - 見附站 - 帶織站 - 三条站 - 一之木户站 - 加茂站 - 羽生田站 - 矢代田站 - 新津站 - 龜田站 - 沼垂站 - 新潟站